# Tavera
Tavera (in corso: Tavera) è un comune francese di 401 abitanti (1º gennaio 2017) situato nel dipartimento della Corsica del Sud nella regione della Corsica.

## Società

### Evoluzione demografica
Abitanti censiti

## Infrastrutture e trasporti
Tavera è dotata di una fermata ferroviaria sulla linea a scartamento metrico Bastia – Ajaccio. È fermata a richiesta della relazione Bastia – Ajaccio, gestita da CFC.